# يو إف سي 313
يو إف سي 313: بيريرا ضد أنكالايف (بالإنجليزية: UFC 313: Pereira vs. Ankalaev) هو حدث لفنون القتال المختلطة نظّمته يو إف سي، وأُقيم في 8 مارس 2025، على تي موبايل أرينا في بارادايس، نيفادا، الولايات المتحدة.

## الخلفية
من المتوقع أن يتصدر نزال على لقب بطولة يو إف سي لوزن خفيف الثقيل بين البطل الحالي (وهو أيضًا بطل يو إف سي للوزن المتوسط السابق وبطل غلوري للوزن المتوسط ووزن خفيف الثقيل السابق) أليكس بيريرا والمنافس السابق على اللقب ماغوميد أنكالايف.
كان من المتوقع أن يكون هناك نزال في الوزن الخفيف من خمس جولات بين بطولة يو إف سي للوزن الخفيف المؤقت السابق (بطل سلسلة القتال العالمية للوزن الخفيف السابق) جاستن غيثي ودان هوكر بمثابة الحدث الرئيسي المشترك. ومع ذلك، اضطر هوكر إلى الانسحاب من النزال بسبب إصابة في اليد. تم استبداله برافائيل فيزيف في ما أصبح نزال من ثلاث جولات. التقيا سابقًا في حدث يو إف سي 286 في مارس 2023 عندما فاز غيثي بقرار الأغلبية.
كان من المتوقع أن يُقام نزال في الوزن الثقيل بين جوناتا دينيز وفيتور بيترينو في الحدث. ومع ذلك، اضطر بيترينو إلى الانسحاب من القتال بسبب التهاب المرفق الجانبي في كلا المرفقين، لذلك تم إزالة النزال من البطاقة.
كان من المقرر إقامة نزال في الوزن الثقيل بين المتحدي على لقب بطولة يو إف سي للوزن الثقيل المؤقت السابق كورتيس بلايدز والوافد الجديد للمنظمة رضوان كونييف في حدث يو إف سي ليلة القتال: سيجودو ضد يادونغ. ومع ذلك، تم نقل النزال إلى هذا الحدث لأسباب غير معروفة. وفي المقابل، تم إلغاء نزالهما قبل ساعات قليلة من بدء الحدث حيث عانى بلايدز من مرض غير معلن.
كان من المقرر أن يُقام نزال في وزن الديك بين كريس جوتيريز والمقاتل الواعد غير المهزوم جان ماتسوموتو في هذا الحدث. ومع ذلك، تم سحب ماتسوموتو من هذا الحدث من أجل القتال كمقاتل بديل ضد روب فونت في حدث يو إف سي ليلة القتال: سيجودو ضد يادونغ قبل أسبوعين. تم استبداله بجون كاستانيدا في نزال بوزن الريشة. في المقابل، تم إلغاء النزال قبل ساعات من إقامته حيث عانى كاستانيدا من مرض غير معلن.
كان من المتوقع أن يلتقي برونو غوستافو دا سيلفا وجوشوا فان في نزال بوزن الذبابة في البطاقة التمهيدية. ومع ذلك، في 17 فبراير، انسحب سيلفا لأسباب غير معلنة وتم استبداله بالفائز بوزن الذبابة في الطريق إلى يو إف سي الموسم 2 ري تسورويا. سيكون هذه أول نزال يو إف سي على الإطلاق تضم مقاتلين ولدا في العقد الأول من القرن الحادي والعشرين.

## بطاقة القتال
1. ↑  على لقب بطولة يو إف سي لوزن خفيف الثقيل.
2. ↑  تم خصم نقطة واحدة من بتروسيان في الجولة الأولى بسبب الضربات المتكررة في منطقة العانة.

## الجوائز الإضافية
حصل المقاتلون التاليون على مكافآت بقيمة 50 ألف دولار.
- قتال الليلة: جاستن غيثي ضد رافائيل فيزيف
- أداء الليلة: إجناسيو باهامونديس وموريسيو روفي